# Шарпсбург (Меріленд)
Шарпсбург (англ. Sharpsburg) — місто (англ. town) в США, в окрузі Вашингтон штату Меріленд. Населення — 560 осіб (2020).

## Географія
Шарпсбург розташований за координатами 39°27′27″ пн. ш. 77°44′58″ зх. д. / 39.45750° пн. ш. 77.74944° зх. д. (39.457541, -77.749448).  За даними Бюро перепису населення США в 2010 році місто мало площу 0,61 км², уся площа — суходіл. В 2017 році площа становила 0,56 км², уся площа — суходіл.

## Демографія
Згідно з переписом 2010 року, у місті мешкало 705 осіб у 285 домогосподарствах у складі 192 родин. Густота населення становила 1163 особи/км².  Було 325 помешкань (536/км²).
Расовий склад населення:
| - 95,7 % — білих - 0,4 % — чорних або афроамериканців - 0,1 % — корінних американців |

До двох чи більше рас належало 3,7 %. Частка іспаномовних становила 2,1 % від усіх жителів.
За віковим діапазоном населення розподілялося таким чином: 20,3 % — особи молодші 18 років, 66,9 % — особи у віці 18—64 років, 12,8 % — особи у віці 65 років та старші. Медіана віку мешканця становила 42,8 року. На 100 осіб жіночої статі у місті припадало 103,8 чоловіків;  на 100 жінок у віці від 18 років та старших — 106,6 чоловіків також старших 18 років.
Середній дохід на одне домашнє господарство  становив 66 710 доларів США (медіана — 54 760), а середній дохід на одну сім'ю — 71 746 доларів (медіана — 54 837). Медіана доходів становила 49 219 доларів для чоловіків та 40 469 доларів для жінок. За межею бідності перебувало 3,5 % осіб, у тому числі 0,0 % дітей у віці до 18 років та 7,4 % осіб у віці 65 років та старших.
Цивільне працевлаштоване населення становило 429 осіб. Основні галузі зайнятості: освіта, охорона здоров'я та соціальна допомога — 17,9 %, роздрібна торгівля — 16,3 %, мистецтво, розваги та відпочинок — 11,4 %, публічна адміністрація — 10,7 %.